# Александрія Окасіо-Кортес
Александрія Окасіо-Кортес (англ. Alexandria Ocasio-Cortez; нар. 13 жовтня 1989) — американська політична і громадська активістка, членка Демократичної партії. Позиціонує себе як демократичну соціалістку.

## Кар'єра
26 червня 2018 року перемогла на попередніх виборах кандидата від Демократичної партії в 14-му окрузі Нью-Йорку, та стала офіційною кандидаткою на майбутніх виборах в Палату представників США. Окасіо-Кортес отримала 57,5 % голосів, хоча її суперником був досвідчений політик Джозеф Кроулі.
6 листопада 2018 року Окасіо-Кортес пройшла в Палату представників від 14-го округу штату Нью-Йорк, заручившись підтримкою 78 % виборців. Її основним суперником був представник Республіканської партії Антоні Паппас. У свої 29 років Окасіо-Кортес стала наймолодшою жінкою за всю історію, що була вибрана у Конгрес США.
Після набуття повноважень Александрії республіканці намагались роздути скандал з відео, на якому Окасіо-Кортес з іншими студентами із Бостонського університету танцює на даху будівлі. На захист Александрії стали актори Рассел Кроу і Джордж Такеї та численні користувачі соціальних мереж, знімаючи власні відео й підтримуючи її. Сама Окасіо-Кортес опублікувала відео у власному інстаграмі, на якому танцює поруч зі своїм кабінетом у Конгресі під пісню War Брюса Спрінгстіна.